# Эль, Фердинанд

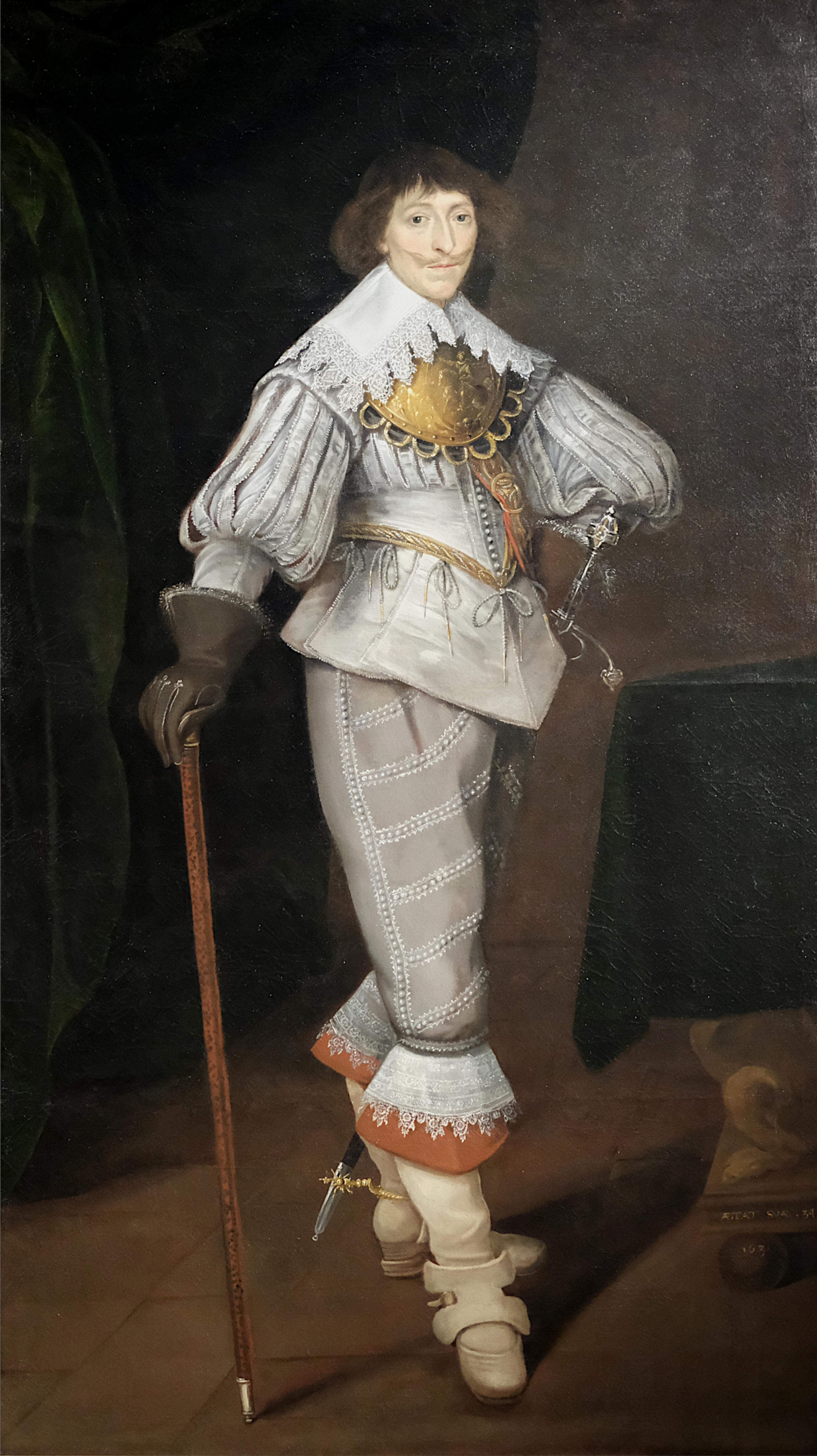
Портрет Анри Лотарингского маркиза де Муи

Фердинанд Эль (фр. Ferdinand Elle; 1570, Мехелен (ныне Бельгия) — 1637, Париж) — французский художник-портретист. Придворный художник.

## Биография
Фламандского происхождения.

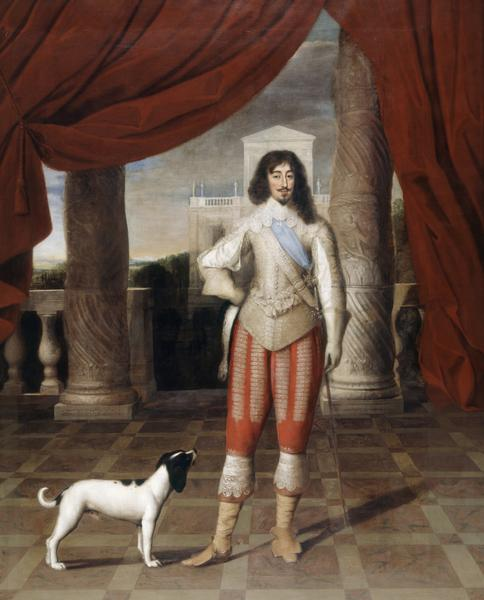
Портрет Луи XIII

Прибыл в Париж до 25 февраля 1601 года. 18 апреля 1607 года жил в Сен-Жермен-де-Пре, женился в Париже. С 1608 года служил придворным художником короля Людовика XIII. 21 августа 1627 г. стал гражданином Парижа, принят в цех художников.
С 1601 по 1637 год работал в Париже, где создал семейную художественную мастерскую. Отец художника Луи Фердинанда Эль Старшего (1612—1689). Дед художника Луи Фердинанда Эль Младшего (1648—1717).
По данным Нидерландского института истории искусств, его учениками были Никола Пуссен и сын Луи Фердинанд Эль (Старший).
Очень немногие из его работ сохранились до сегодняшнего дня.

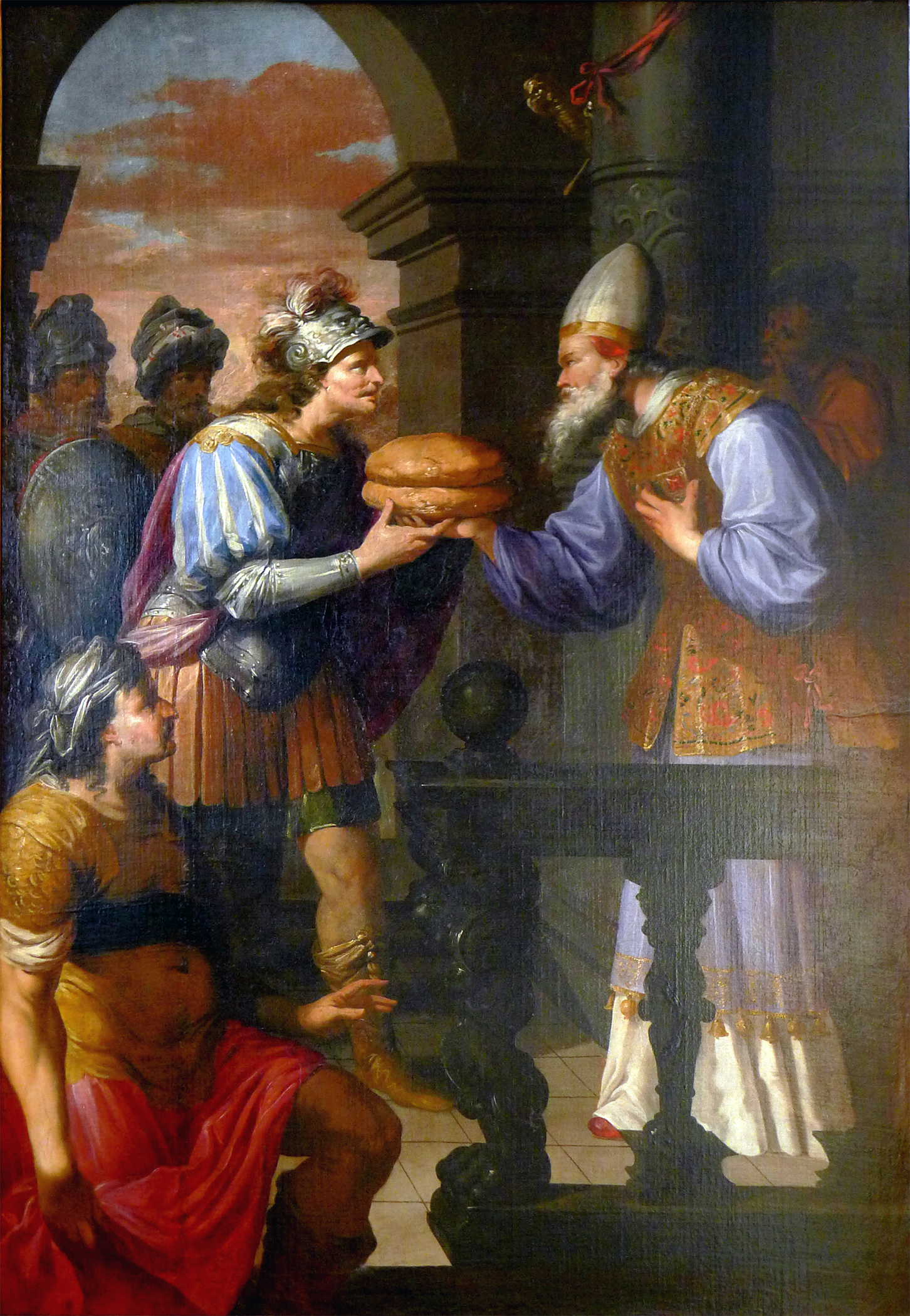
Давид и первосвященник Ахимелех
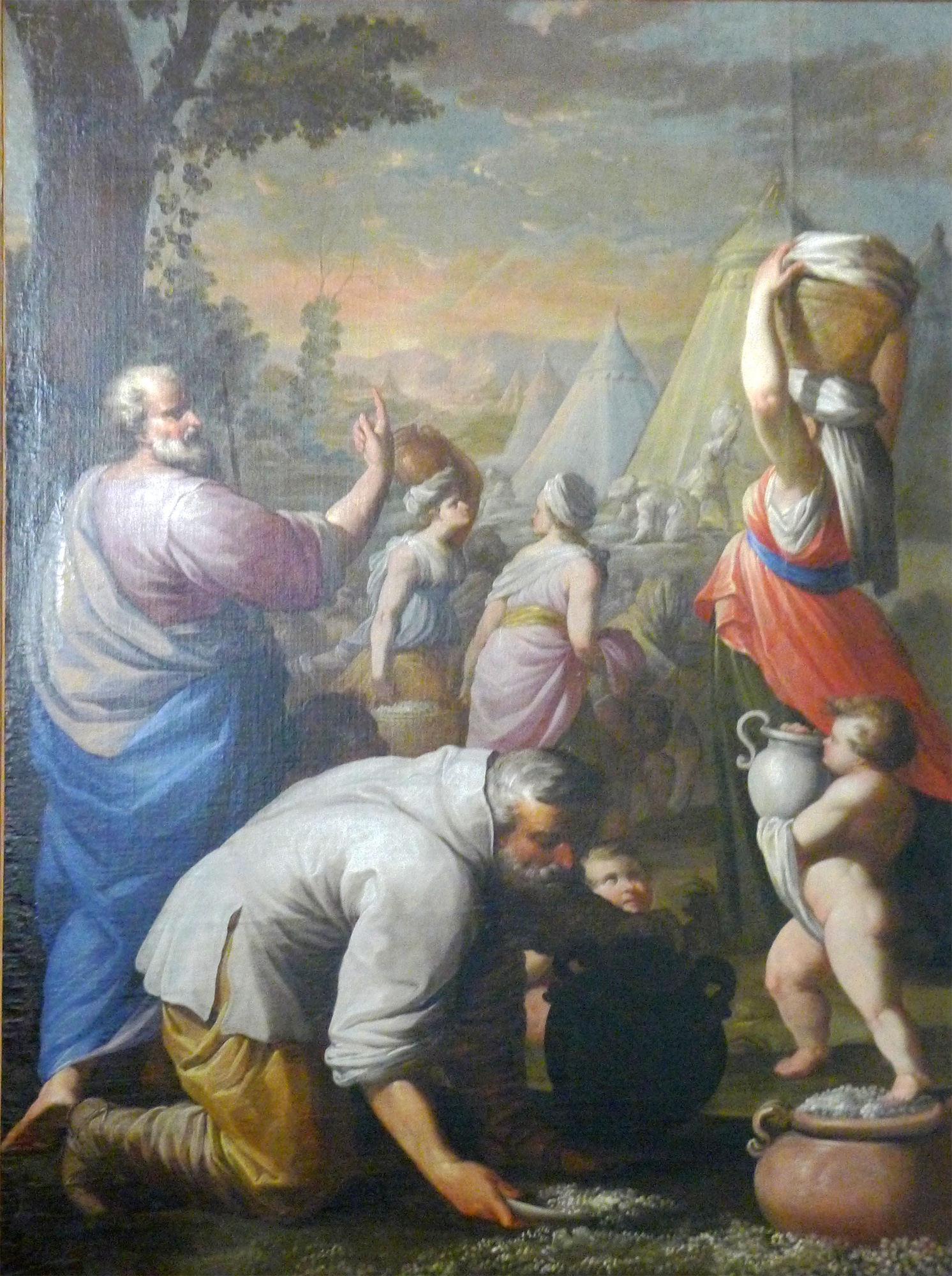
Манна небесная
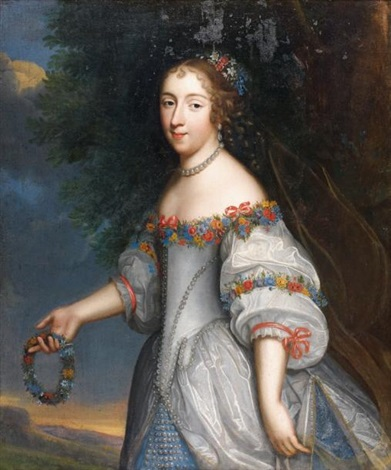
Портрет Анны де Монпансье